# Sant Jaume el Major, pelegrí (Retaule de Santa Bàrbara)
Aquesta versió de Sant Jaume el Major com a pelegrí és un llenç d'El Greco, que formava part del desaparegut Retaule de Santa Bàrbara, a l'església de San Nicolás, a Toledo. Al catàleg raonat de Harold Wethey hi consta amb el número 236.

## Temàtica
Malgrat que Jaume el Major és el patró d'Espanya, la seva representació no és gaire freqüent en el corpus pictòric d'El Greco, tot i les corresponents imatges en els Apostolats. Tampoc hi ha constància de que el mestre cretenc el representés en la llegendària participació d'aquest sant en la batalla de Clavijo, malgrat que aquest tema va ser molt popular en la pintura i escultura dels segles xvi i xvii.
En aquest llenç, El Greco el representa en la seva condició de pelegrí, amb tirapeu i un barret adornat amb closques de vieiras (una mena de mol·lusc). Aquest tema procedeix de l'Art romànic, quan als pelegrins que tornaven de visitar el sepulcre de l'apòstol Jaume a Santiago de Compostel·la, hom els venia petites figures de Jaume el Major pelegrí, fetes en atzabeja.

## Anàlisi
Oli sobre llenç; 123 x 70 cm; Museu de Santa Cruz, Toledo.
El Sant va vestit amb túnica blanca i mantell vermell clar. Apareix en una mena de fornícula de color groc daurat, i ocupava el l'àtica del retaule, amb l'estàtua de Santa Bàrbara abaix, mentre que a la predel·la hi havia Sant Agustí a l'esquerra i un Sant Francesc d'Assís a la dreta. Harold E. Wethey considera aquesta pintura com la millor de les tres del retaule.
Josep Gudiol també considera aquest llenç com el més reeixit de les tres pintures del retaule. Els contorns estan vigorosament remarcats en negre, i l'efecte del vermell i el blanc sobre el fons daurat és extraordinari. Aquest autor també considera que el rostre del Sant -un home jove amb una curta barba negra- té uns certs trets crístics.